# Louis Jones
Louis Woodard Jones, detto Lou (New Rochelle, 15 gennaio 1932 – New York, 3 febbraio 2006), è stato un velocista statunitense, specializzato nei 400 metri piani.

## Palmarès
| Anno | Manifestazione      | Sede              | Evento      | Risultato | Prestazione | Note |
| ---- | ------------------- | ----------------- | ----------- | --------- | ----------- | ---- |
| 1955 | Giochi panamericani | Città del Messico | 400 m piani | Oro       | 45"68       |      |
| 1955 | Giochi panamericani | Città del Messico | 4 × 400 m   | Oro       | 3'07"43     |      |
| 1956 | Giochi olimpici     | Melbourne         | 400 m piani | 5º        | 48"1        |      |
| 1956 | Giochi olimpici     | Melbourne         | 4 × 400 m   | Oro       | 3'04"8      |      |